# Дульсе де лече
Дульсе де лече (исп. dulce de leche), или доси-де-лейчи (порт. doce de leite), — десертное блюдо испанской, португальской и латиноамериканской кухни, используемое также как соус, бутербродная паста и начинка для кондитерских изделий.

## Описание

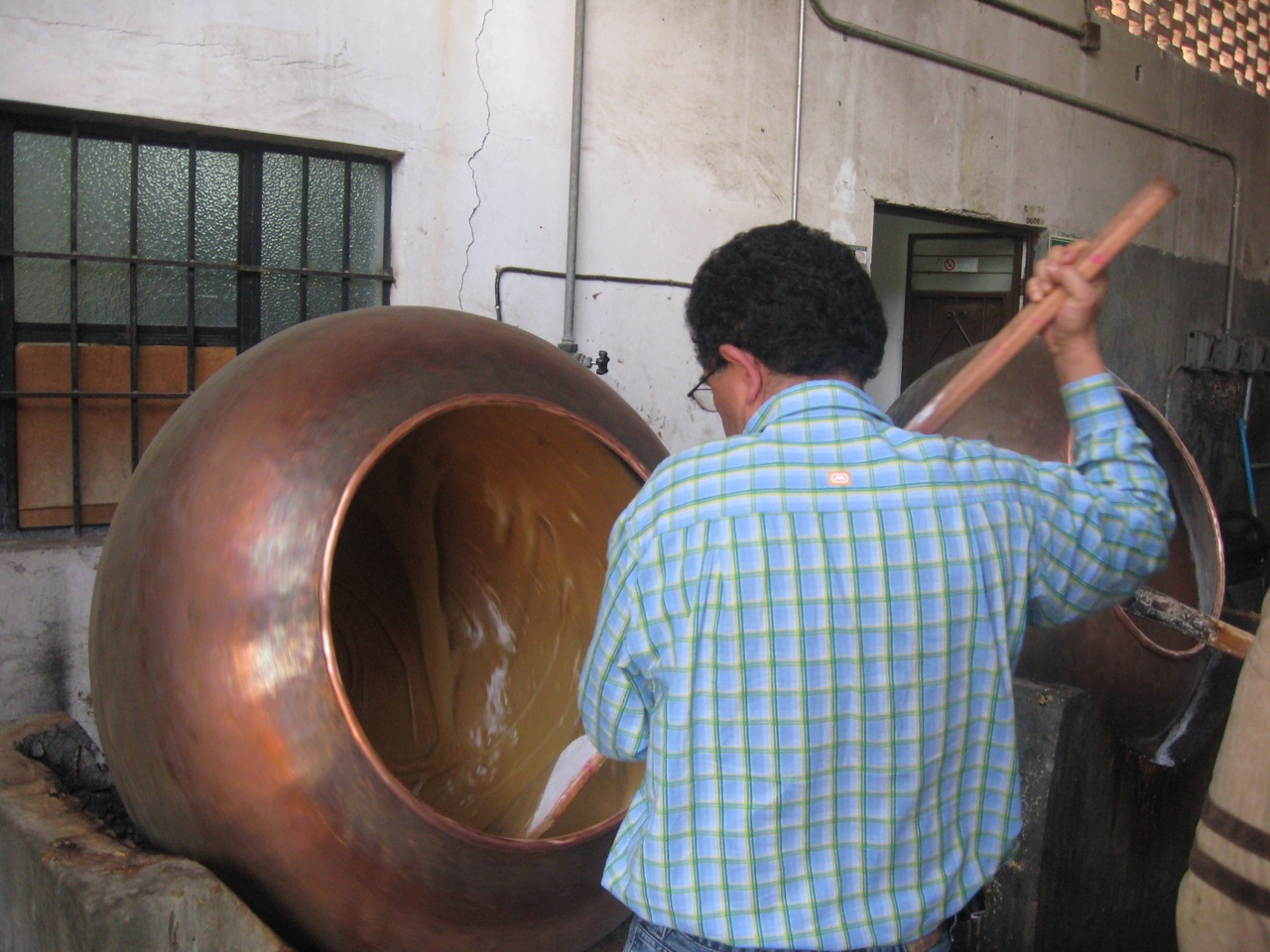
Приготовление дульсе де лече ремесленным способом в Мексике

Блюдо представляет собой аналог варёного сгущённого молока, но имеет более жидкую консистенцию. При приготовлении дульсе де лече свежее молоко уваривают с сахаром до некоторого загустения и приобретения карамельного цвета. Для лучшего вкуса и аромата иногда добавляют ваниль, изредка также корицу.
В ряде стран Латинской Америки существуют и более экзотические варианты блюда, так, в Мексике может использоваться козье молоко, на Кубе — кисломолочная основа, а в Пуэрто-Рико — кокосовое молоко.
В составе дульсе де лече может быть ваниль/ванилин. Большая часть молока при варке испаряется, продукт становится гуще, конечный дульсе де лече имеет объём в 6 раз меньше объёма использованного молока. При приготовлении происходят две не-энзимные реакции: карамелизация и реакция Майяра. 

## Использование

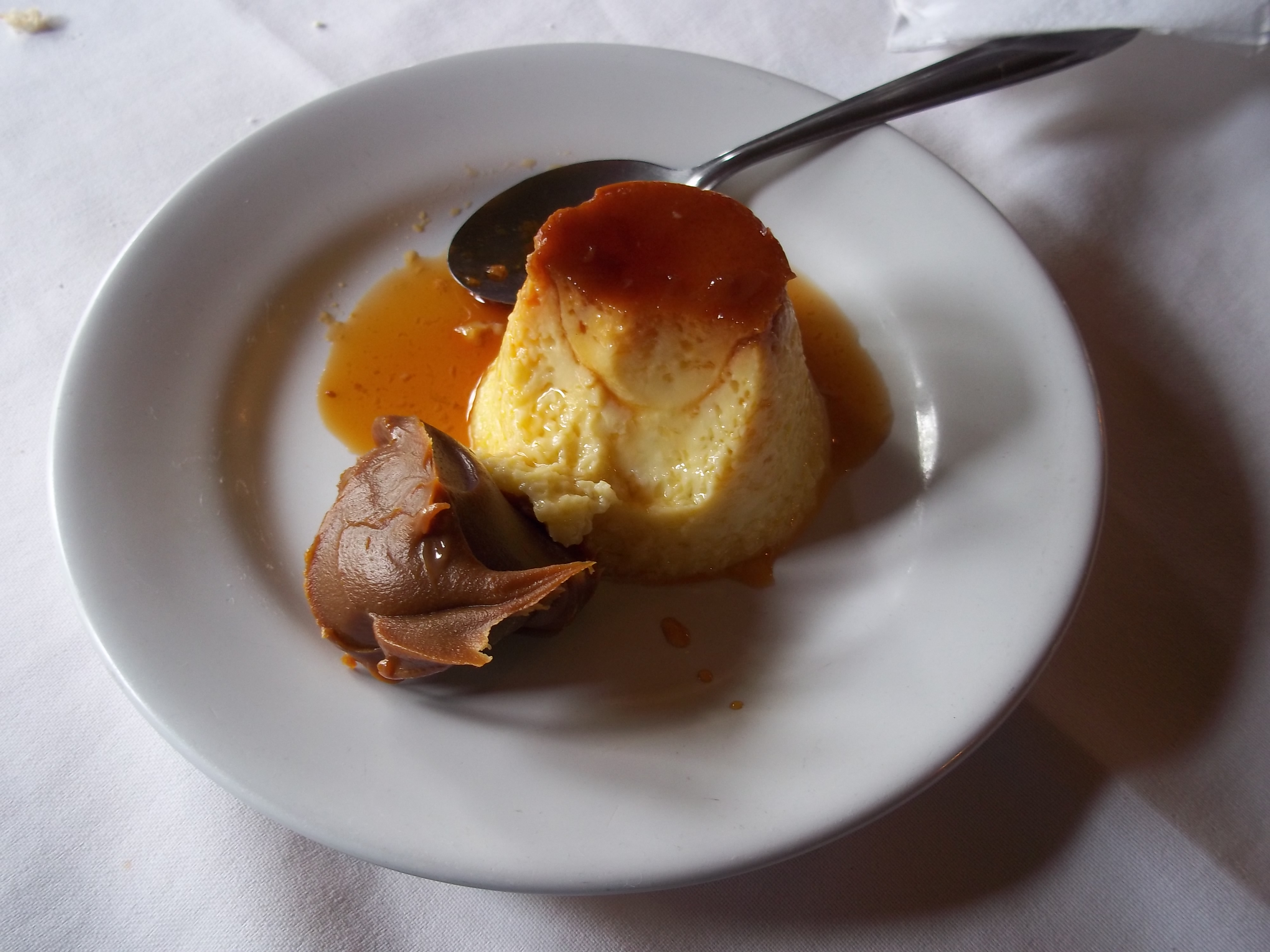
Дульсе де лече с карамельным пудингом

Дульсе де лече едят с блинчиками и тостами, поливают ею сверху вафли, кексы (маффины) и мороженое, используют как начинку для тортов и пирожных. Существуют типы десертов, такие, как печенья альфахор, которые готовятся чаще всего именно с дульсе де лече. Дульсе де лече также используют при приготовлении пончиков-чуррос, латиноамериканских бискочо и карамельных пудингов.

## Распространение
Возникнув на Пиренейском полуострове, дульсе де лече распространилось по всем бывшим колониям Испании и Португалии, не только в Америке, но и в Азии (Филиппины). Во Франции это же блюдо известно как confiture de lait, однако не пользуется столь большой популярностью.

## Примеры использования дульсе де лече

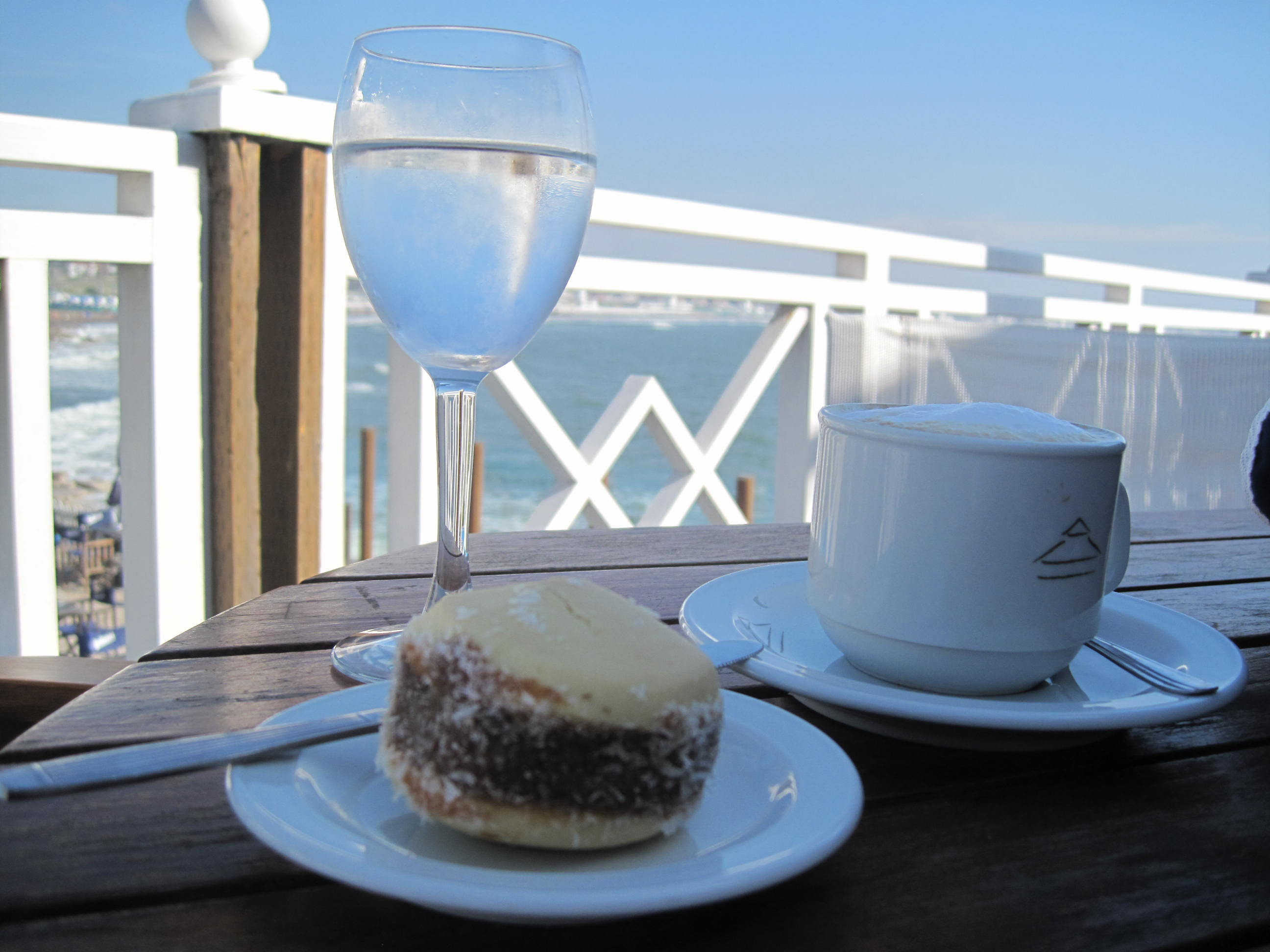
Начинка печенья альфахор
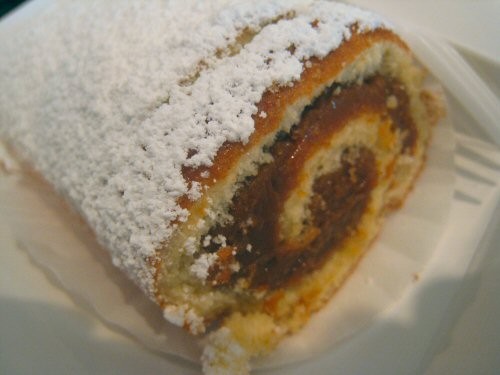
Начинка рулета
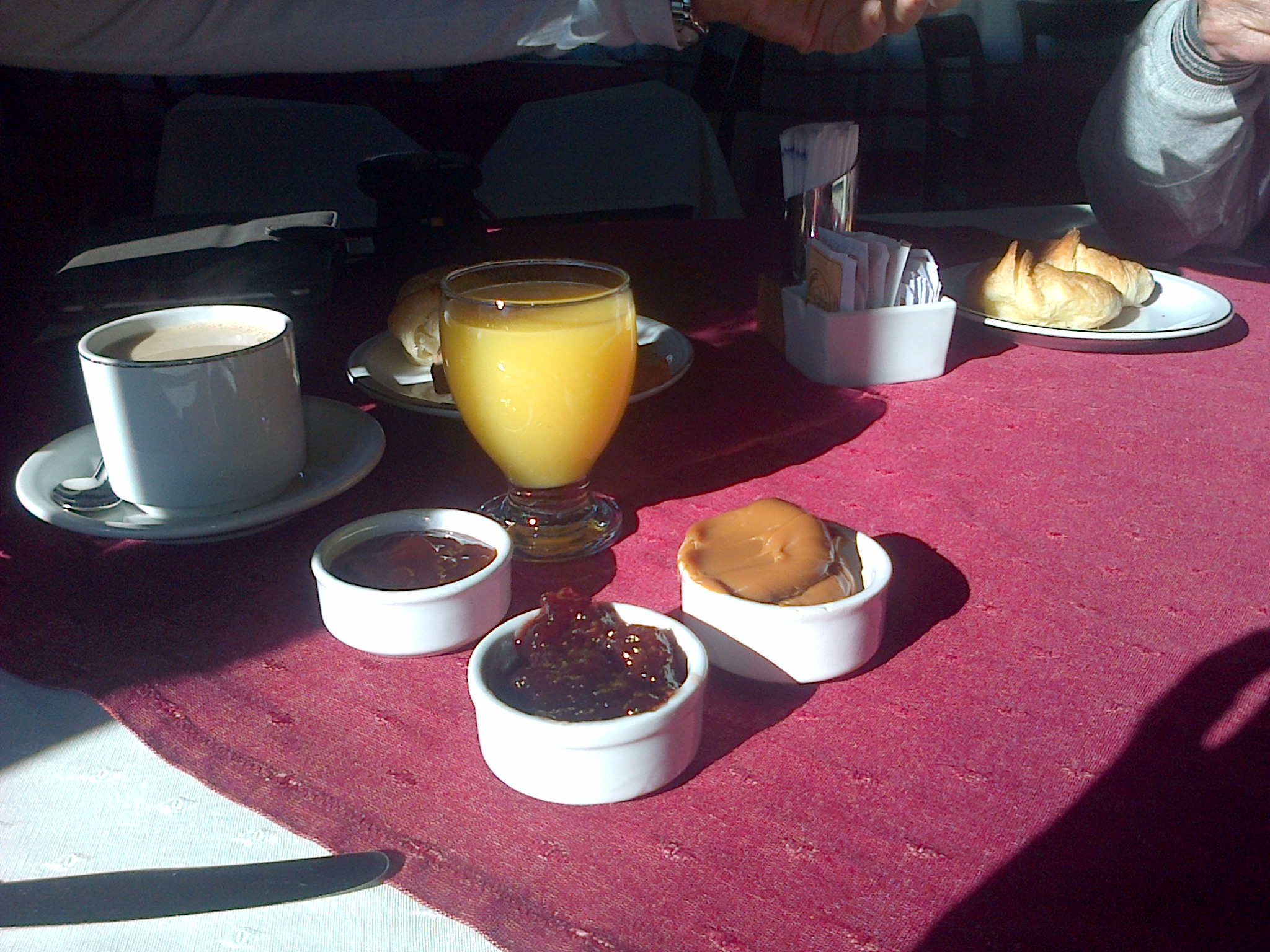
Одна из намазок к завтраку
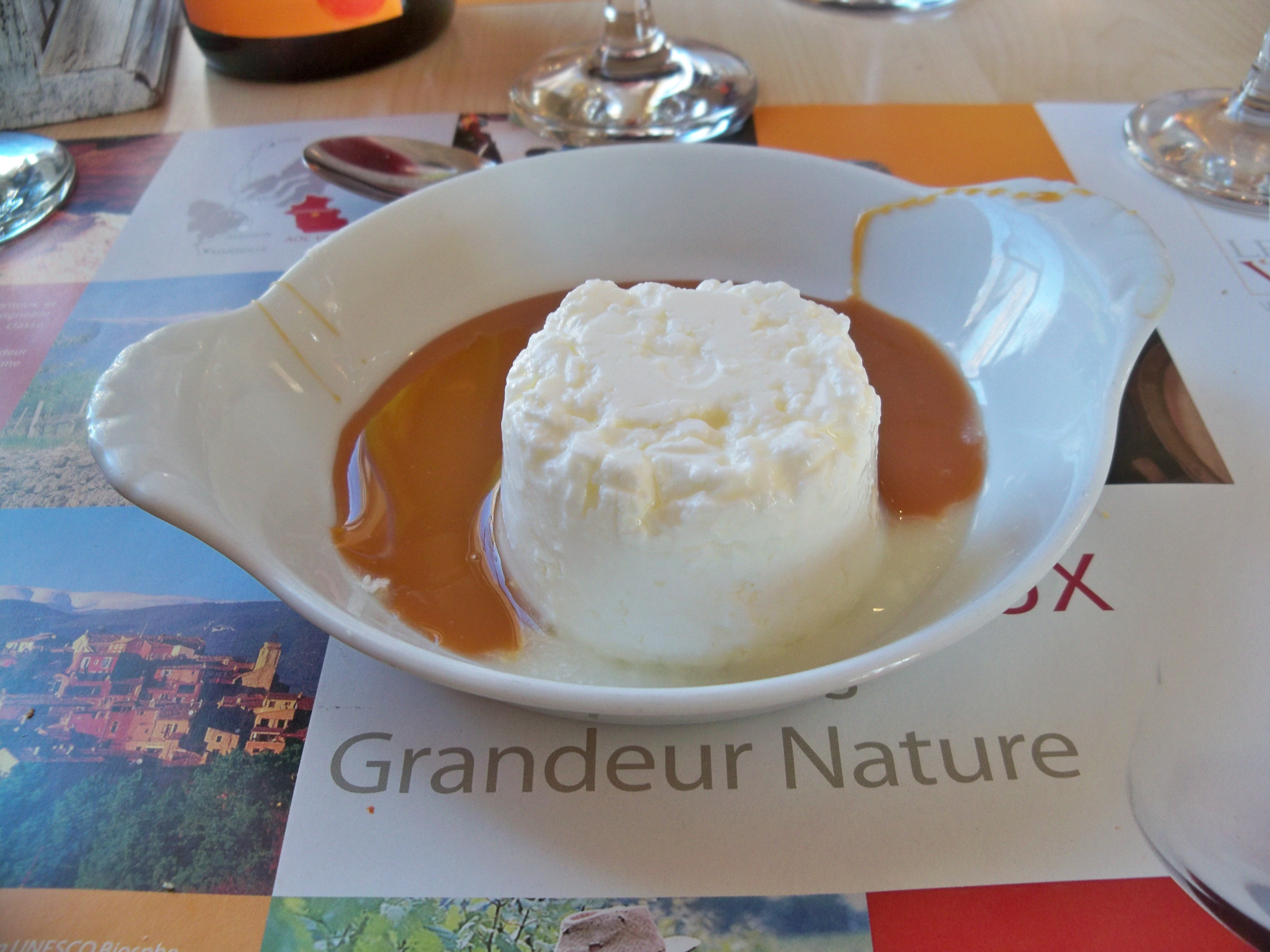
С мягким французским сыром
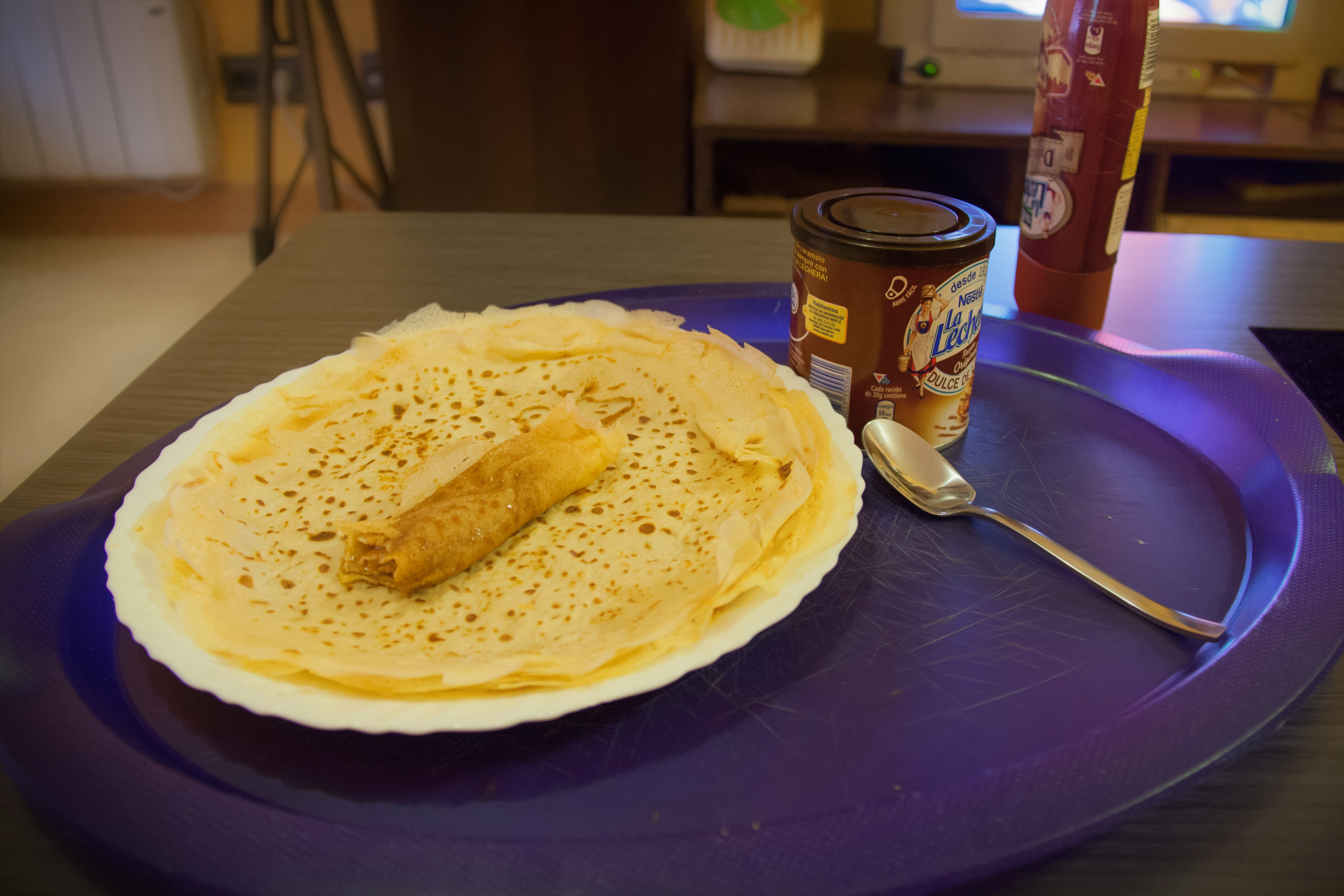
С блинчиками
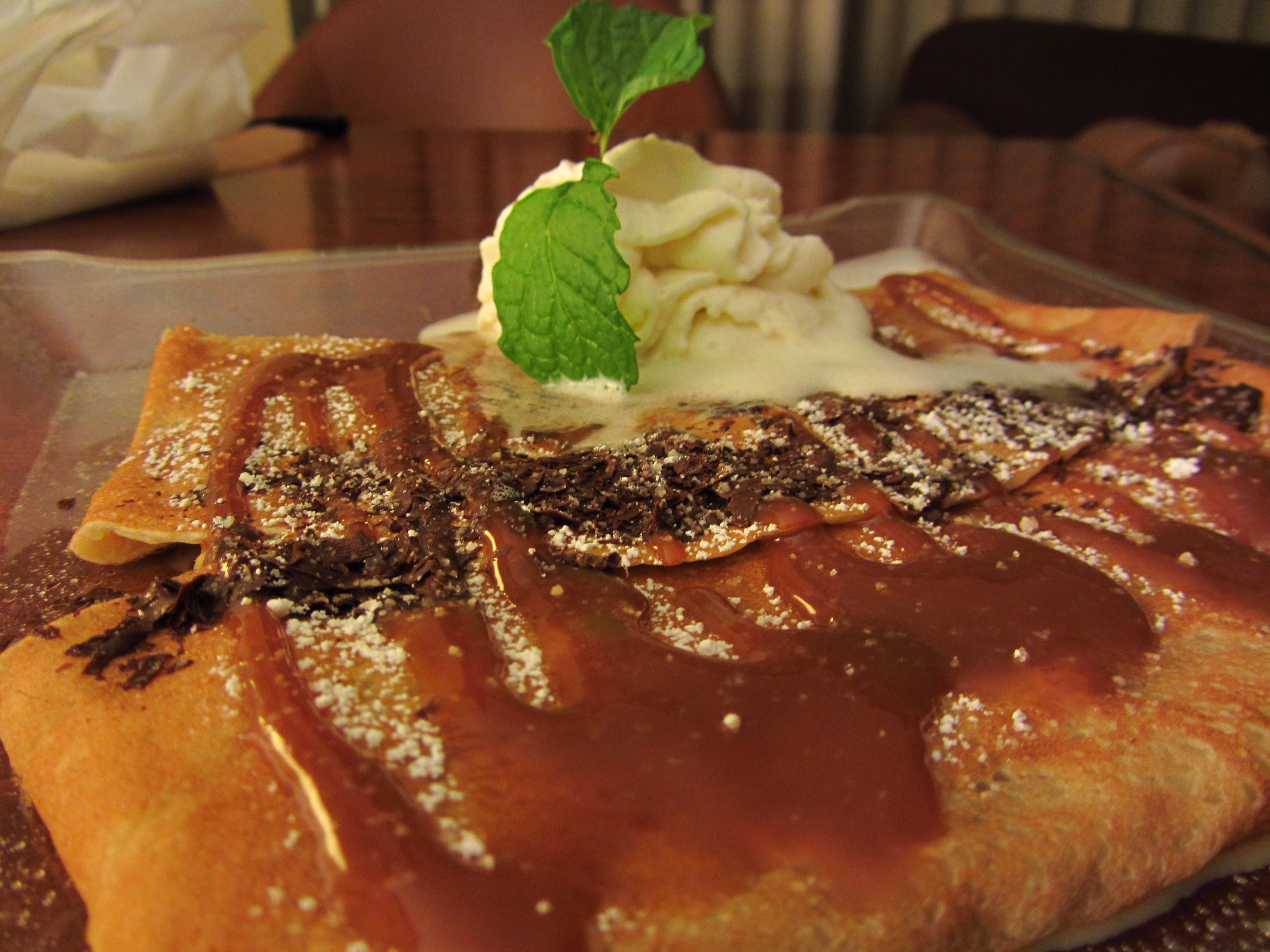
С блинчиками и мороженым
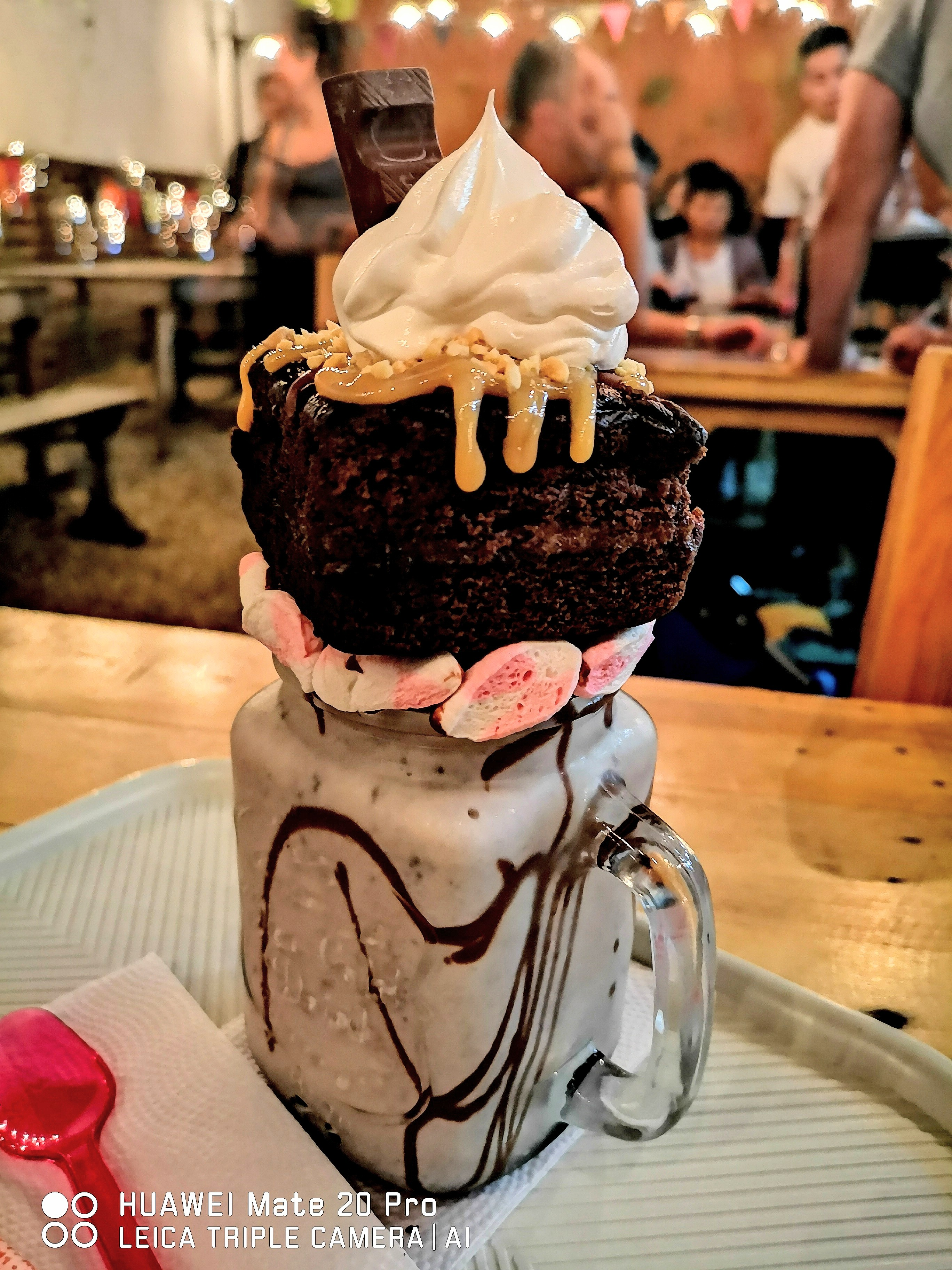
Топинг для мороженого (Колумбия)
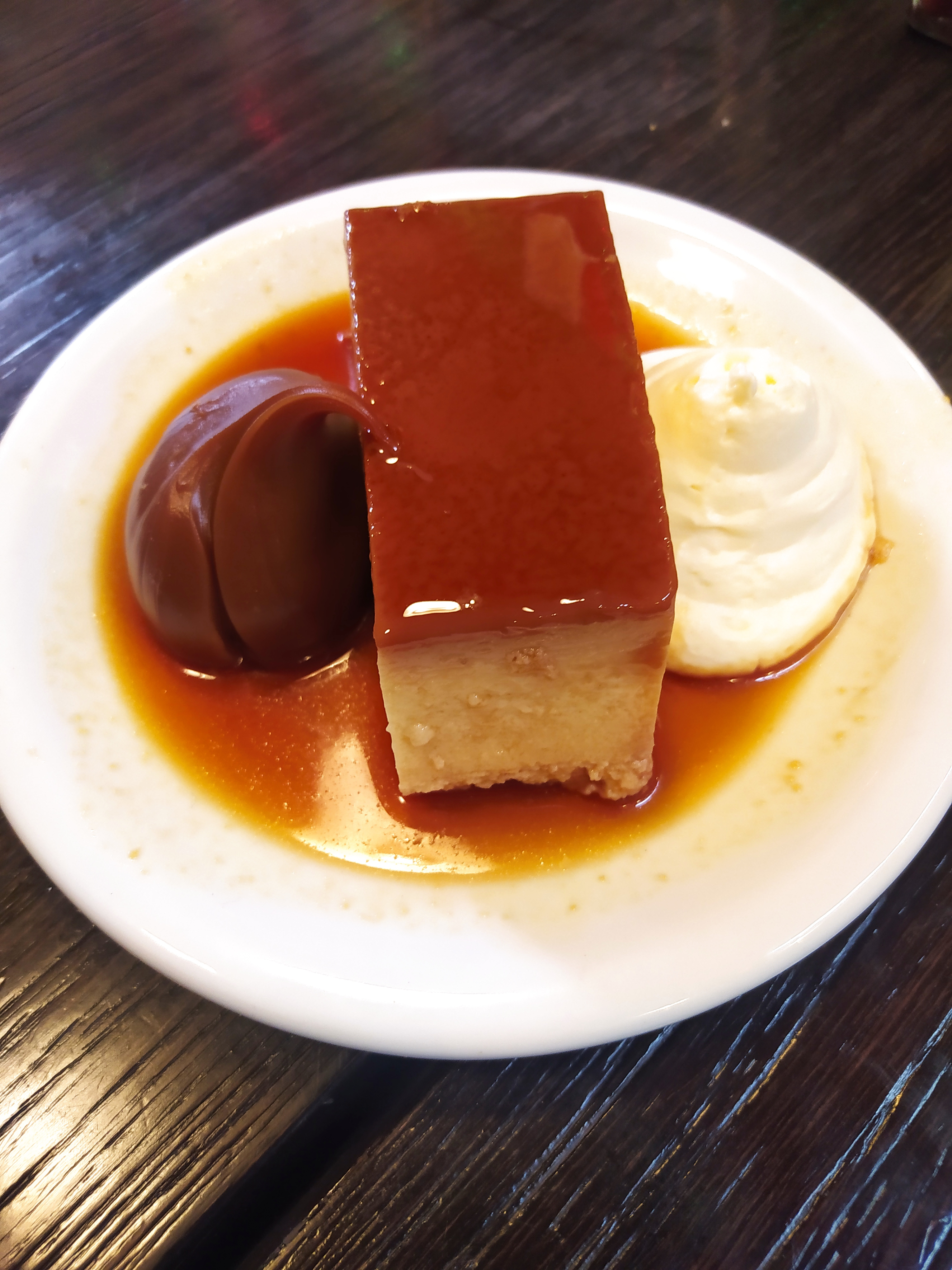
Флан, сервированный с дульсе де лече и взбитыми сливками (Аргентина)